# 프랑코 에레라
프랑코 에레라(스페인어: Franco Herrera, 2003년 9월 19일~)는 아르헨티나의 축구 선수로, 바라카스 센트랄과 아르헨티나 연령별 대표팀에서 골키퍼로 활동하고 있다.

## 구단 경력
2022년 4월, 뉴얼스 올드 보이스 소속으로 CA 파트로나토와의 경기에서 성인 데뷔전을 치렀다.